# Tatiana Maslany
Tatiana Gabriele Maslany (* 22. září 1985, Regina, Saskatchewan, Kanada) je kanadská herečka, která se proslavila díky sci-fi televiznímu seriálu Orphan Black (2013–2017), který vysílala kanadská stanice Space a BBC America na amerických televizních obrazovkách. Za výkon v seriálu získala cenu Emmy, dvě ceny Critics' Choice Television Awards a pět cen Canadian Screen Awards. Mimo jiné získala i nominaci na Zlatý glóbus a SAG Awards.
Mimo jiné si zahrála v seriálech jako Ranč Heartland (2008–2010), The Nativity (2010) a Být Erikou (2009–2011). Objevila se i ve filmech Deník mrtvých (2007), Východní přísliby (2007), Navždy spolu (2012), Dáma ve zlatém (2015), Silnější (2017) a Ničitelka (2018).